# المفوضية المصرية للحقوق والحريات
المفوضية المصرية للحقوق والحريات هي لجنة حقوق إنسان تتخد من عاصمة مصر القاهرة مقرًا لها. تعرّضت المنظمة لعددٍ من المضايقات من قِبل الحكومة المصرية بعد إبلاغها عن انتهاكات «طبقاُ للإعلان العالمي لحقوق الإنسان الصادر عن الأمم المتحدة» لحقوق الإنسان ارتكبها نظام السيسي.